# 綠色路軌

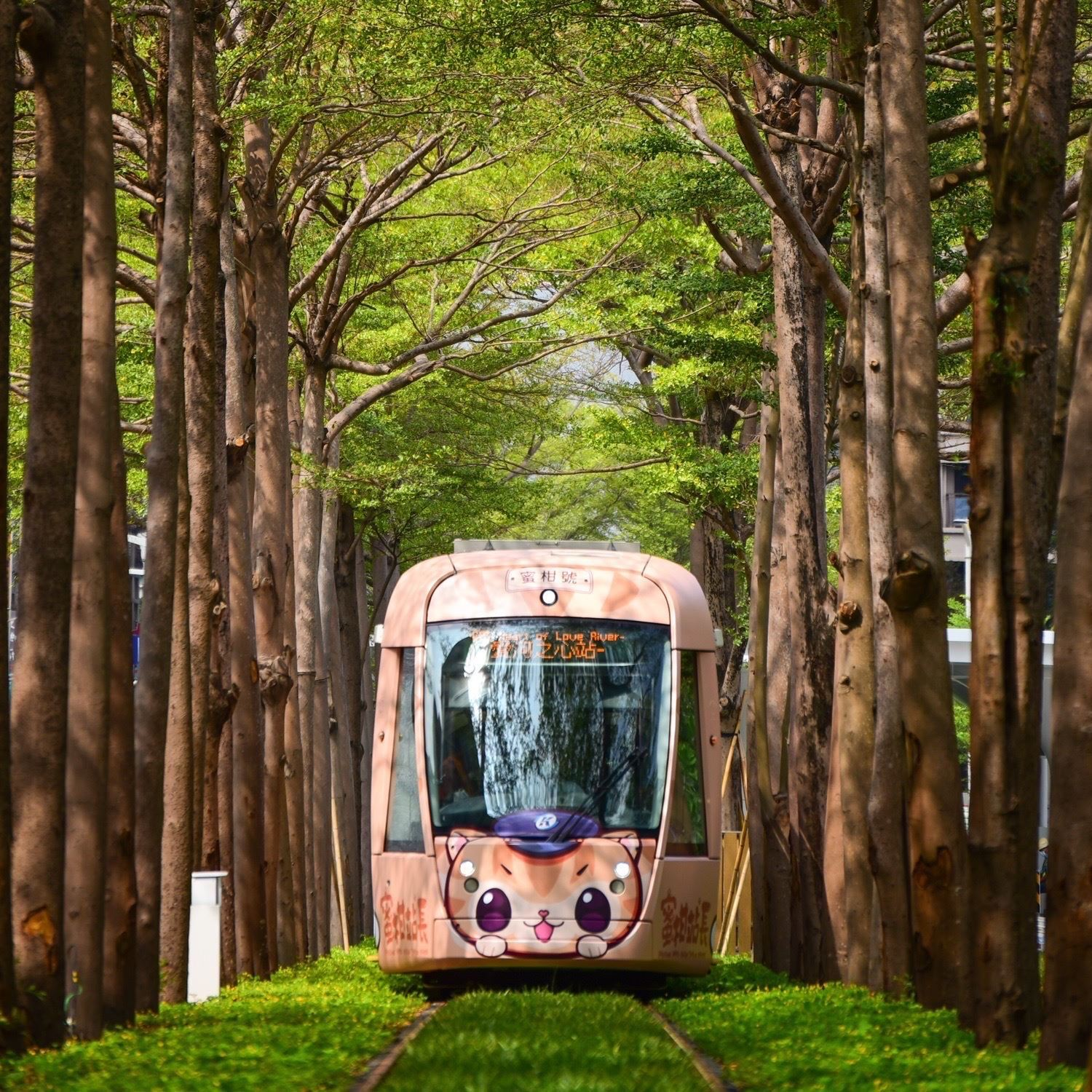
臺灣高雄捷運環狀輕軌

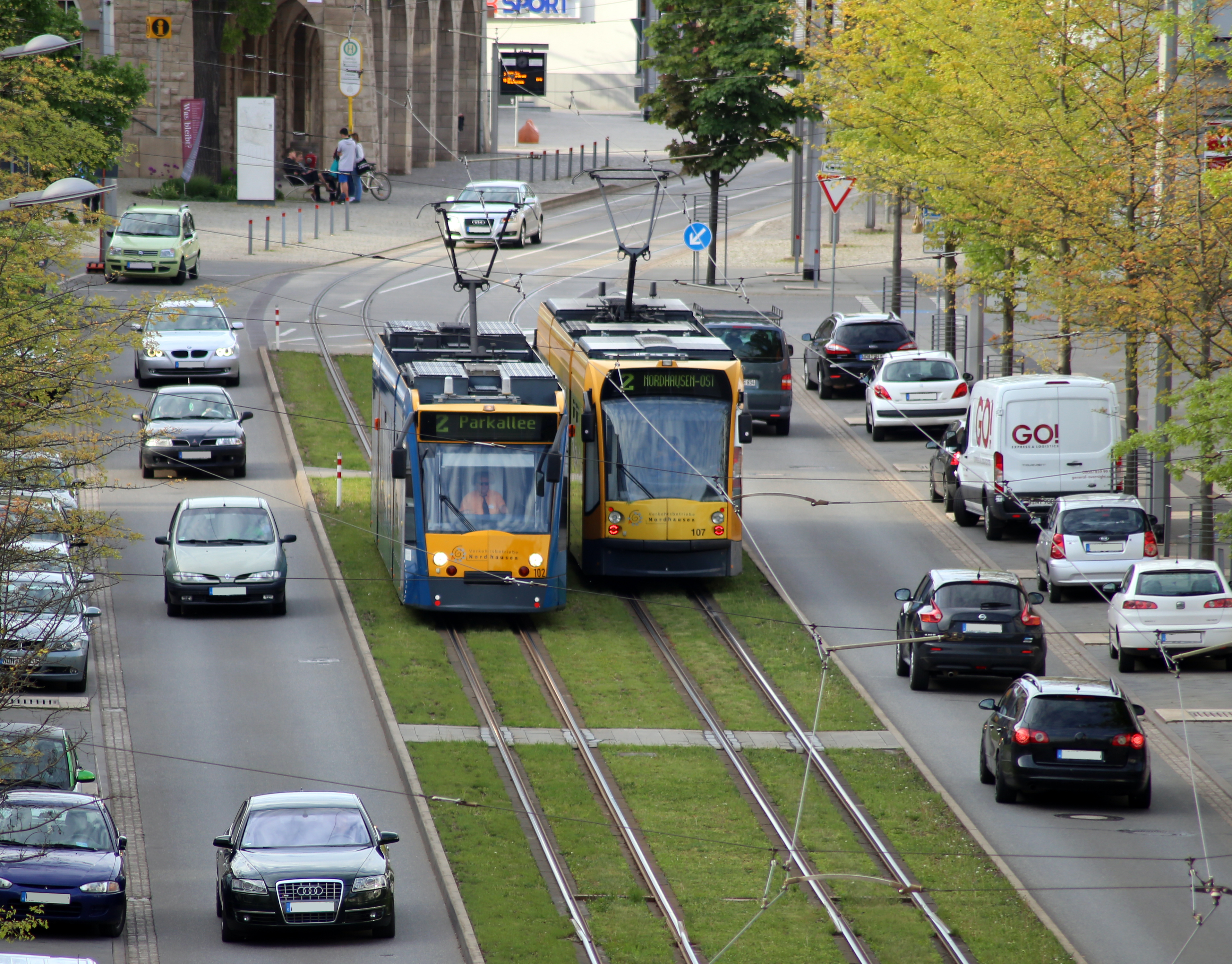
德國諾德豪森電車

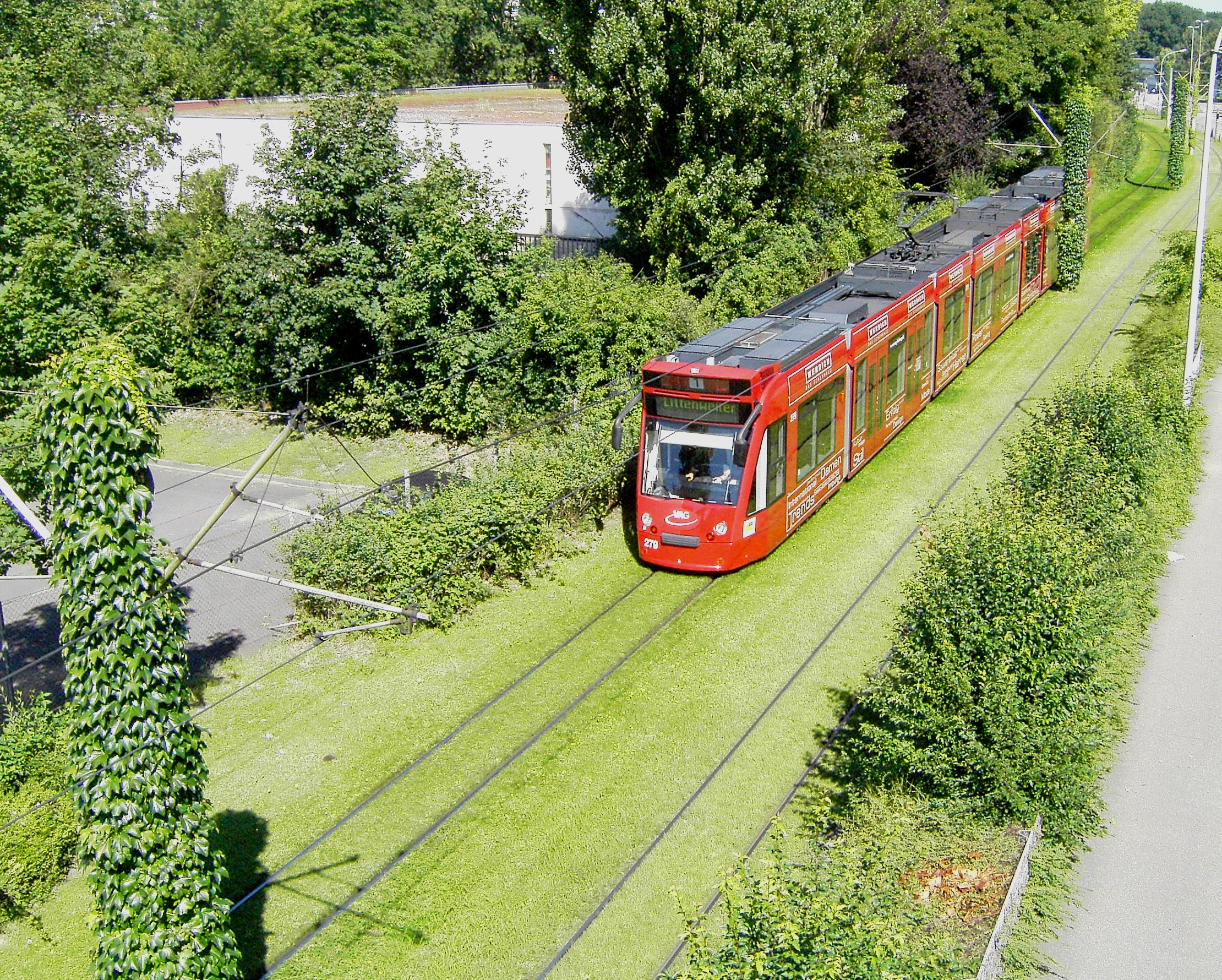
德國弗賴堡電車

綠色路軌是鐵路軌道的一種，其道床及附近的地面被草皮或其他地被植物覆蓋，是可以樣鐵路看起來更加美觀的手法:10，多數用於路面電車或輕軌鐵路上，藉以增加城市綠地的面積:15–16。其他好處包括減低噪音、減少空氣污染、緩衝地表逕流、舒緩熱島效應等等:14–15。

## 歷史
全世界第一條綠色路軌建於1905年的柏林。由於技術要求較高，在往後的數十年都沒有興起，至1980年代中期才開始慢慢普及。